# Puyo Puyo DA!
Puyo Puyo DA! (яп. ぷよぷよDA! Пуё Пуё ДА!) — музыкальная компьютерная игра, пятая в серии Puyo Puyo. Выпущена 16 декабря 1999 года только в Японии на игровую консоль Sega Dreamcast, а также на аркадные автоматы.

## Игровой процесс
Арле Надя и её друзья отдыхают от боя в Пуйо и призывают игроков танцевать с ними. В игре есть несколько танцевальных сцен, похожих на такие игры, как Space Channel 5 и PaRappa the Rapper. Он также представляет новую систему ELLENA, используемую для рендеринга игры, а также нового эксклюзивного персонажа с тем же именем (Эллена Стивенс, главный герой оригинальной 'Broadway Legend Ellena' '). Один или два игрока могут танцевать под различные мелодии J-pop, используя кнопки контроллера, чтобы копировать движения противника. В зависимости от того, насколько хорошо игрок копирует ходы, неприятные пуйо отправляются противнику. Игрок проигрывает, если его полоса здоровья падает до 0, или если у них есть Nuisance Puyos на их стороне экрана.

## Критика
| Иноязычные издания | Иноязычные издания |
| Издание            | Оценка             |
| ------------------ | ------------------ |
| GameSpot           | 2,3                |

В отличие от других игр Puyo Puyo, эта игра встретила в основном отрицательные отзывы. GameSpot дал 2,3 «ужасный» рейтинг, заявив, что
«Вы можете взять Puyo Puyo DA!» и быть сытым по горло в течение часа ".